# Leccinellum albellum
Leccinellum albellum är en svampart som först beskrevs av Peck, och fick sitt nu gällande namn av Bresinsky & Manfr. Binder 2003. Leccinellum albellum ingår i släktet Leccinellum och familjen Boletaceae.   Inga underarter finns listade i Catalogue of Life.

## Bildgalleri

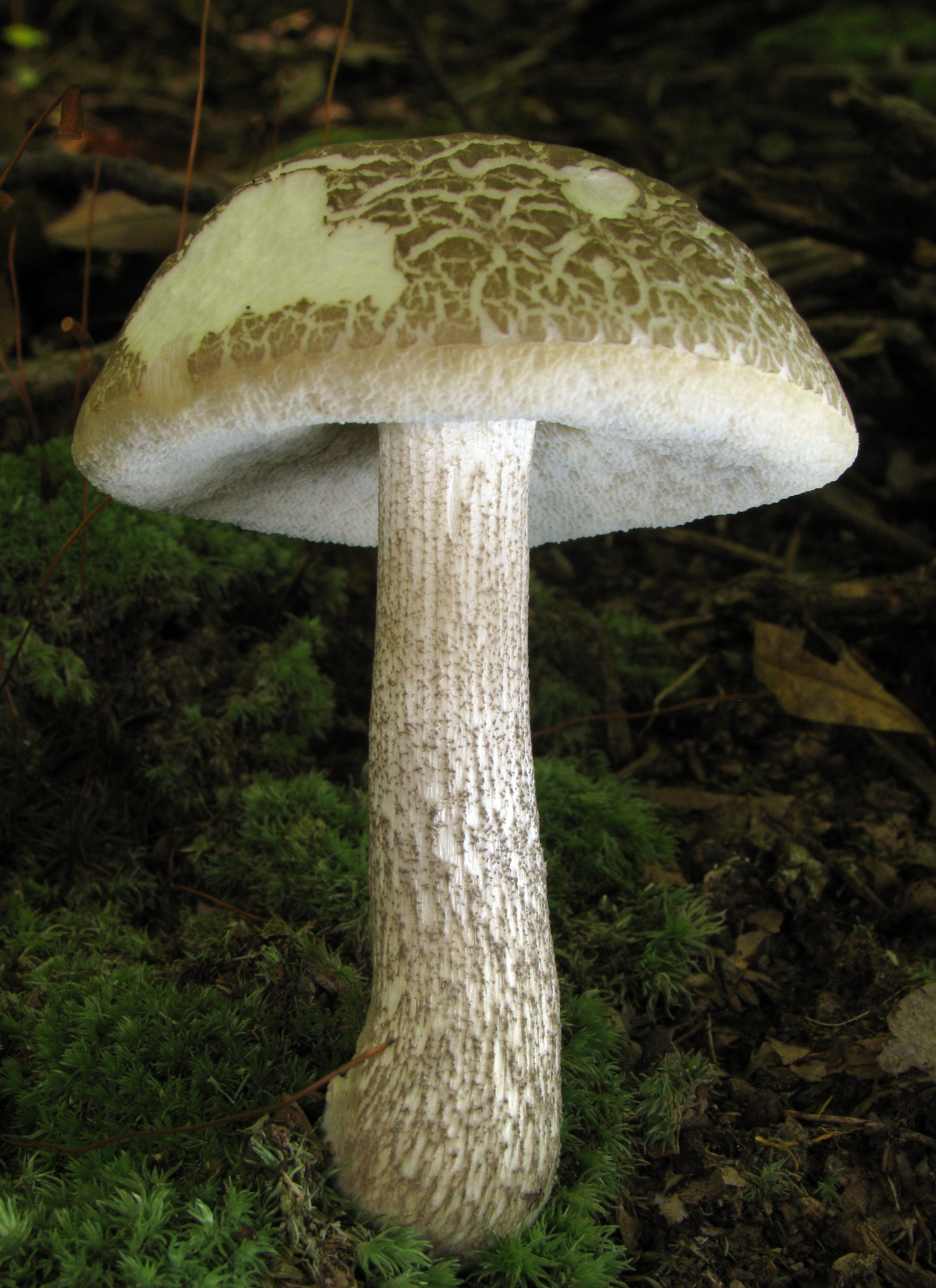